# Reforma constitucional argentina de 1866
La reforma constitucional argentina de 1866 fue una reforma de la Constitución de 1853, realizada durante la presidencia de Bartolomé Mitre, seis años después de reforma de 1860 realizada para incluir a la provincia de Buenos Aires. Pese a su brevedad, se trató de una reforma de gran importancia porque restableció los impuestos a las exportaciones, también conocidos como "retenciones", cuya supresión estaba prevista a partir del 31 de diciembre de 1866 y que históricamente fue una de las fuentes más importantes de ingresos del Estado argentino. La reforma estableció también que la facultad de establecer impuestos a las exportaciones le correspondía exclusivamente al Congreso de la Nación.

## Antecedentes y contexto
A partir del violento proceso de independencia (1810-1824) de las colonias que el Imperio Español tenía en América, los pueblos que vivían en el ex Virreinato del Río de la Plata se autorganizaron en provincias autónomas, con un lazo común republicano, pero sin poder establecer una Constitución que organizara un gobierno nacional, debido al enfrentamiento entre quienes querían una organización unitaria con cabeza en Buenos Aires y quienes querían una federación, que llevó a varias décadas de guerras civiles. El núcleo de ese enfrentamiento eran los impuestos que cobraba la aduana del puerto de Buenos Aires, único puerto del país y prácticamente única fuente de ingresos del Estado.

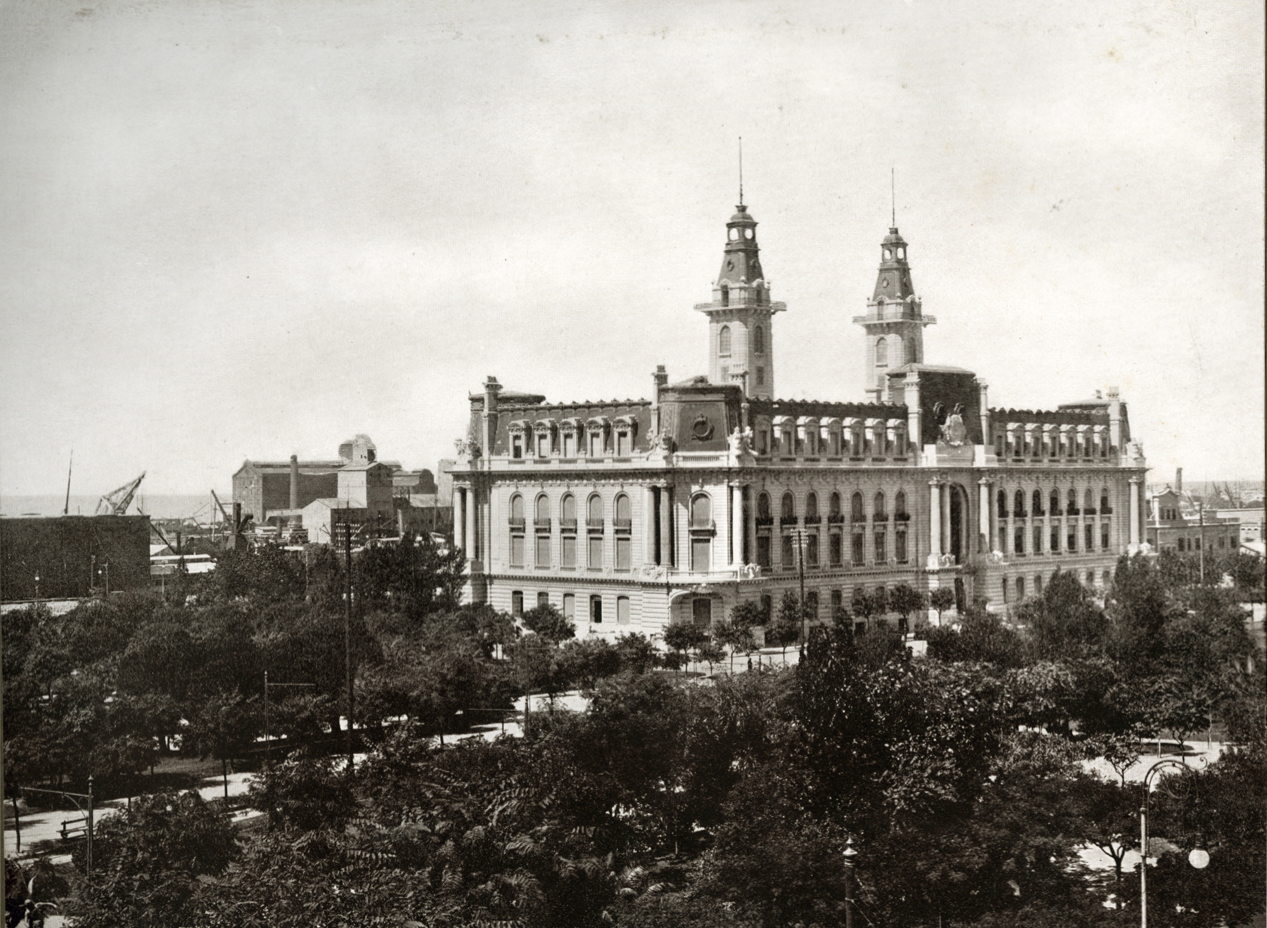
Los impuestos a las exportaciones que cobraba la Aduana de Buenos Aires, que fueron una de las razones de las guerras civiles, habían sido abolidos por la reforma constitucional de 1860 y fueron restablecidos por la reforma constitucional de 1866, durante la presidencia de Bartolomé Mitre, para evitar un colapso presupuestario.

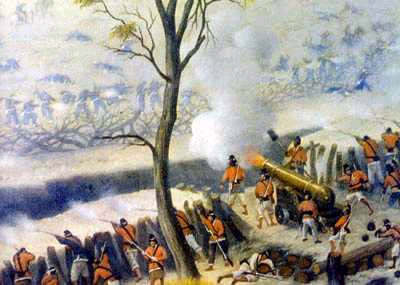
Curupaytí. La Guerra del Paraguay extremó la discusión histórica por los impuestos a las exportaciones.

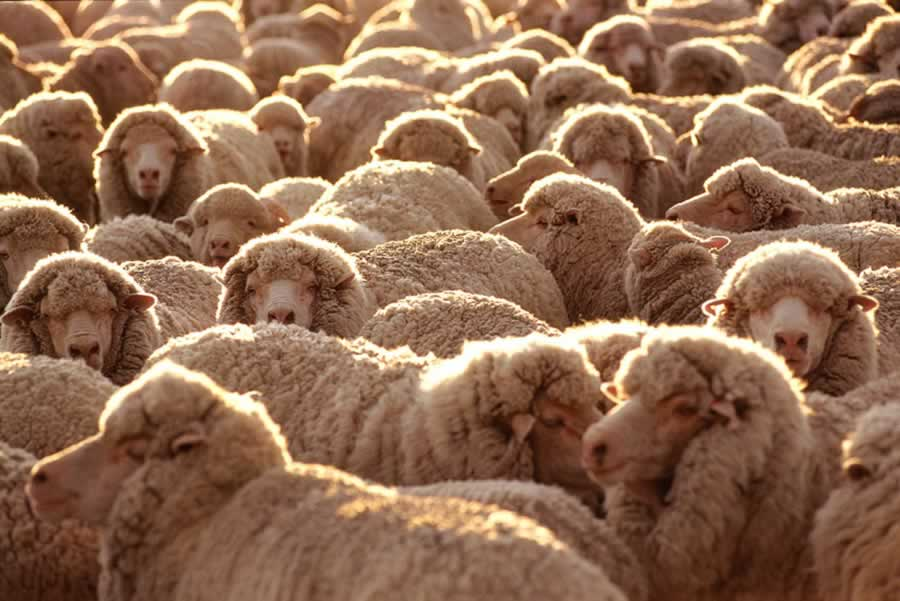
La lana proveniente de la provincia de Buenos Aires era la principal exportación argentina en la década de 1860. Unas décadas después las exportaciones aumentarían con la carne vacuna, el maíz y el trigo. La casi totalidad de las exportaciones eran enviadas a Inglaterra.

En 1852 la provincia de Buenos Aires fue derrotada en la batalla de Caseros por un ejército comandado por el gobernador de Entre Ríos Justo José de Urquiza. Urquiza aprovechó la situación para convocar a una convención constituyente que en 1853 sancionó la Constitución de 1853, que constituyó una federación de provincias, designó a la ciudad de Buenos Aires como capital federal y estableció que los impuestos aduaneros a las importaciones y exportaciones, correspondían a la Nación, quitando de ese modo dichos ingresos a la provincia de Buenos Aires.
Buenos Aires rechazó esa constitución y se separó de la entonces llamada Confederación Argentina, organizándose como Estado independiente, aprobando su propia Constitución en 1854. Buenos Aires y la Confederación entraron en guerra (1852-1859), definida por las batallas de Cepeda y Pavón, luego de las cuales se reunificó el país, bajo el mando del gobernador de Buenos Aires, Bartolomé Mitre. Para ello Buenos Aires impuso en 1860 una serie de importantes reformas a la Constitución, que entre otras cosas derogó la federalización de Buenos Aires y prohibió los impuestos a las exportaciones a partir de 1866 (arts. 4 y 67 inciso 11), tanto para la Nación como para las provincias. Durante ese lapso 1860-1866, la Nación cubriría los gastos de la provincia de Buenos Aires, de modo tal que no se redujeran (cláusula 8 del Pacto).
En 1862 Mitre fue elegido presidente de la Nación, con mandato hasta 1868. Para ello Mitre abandonó el Partido Unitario de Buenos Aires, para formar el Partido Nacionalista, con el fin de consolidar un poder nacional por encima de las provincias, que hasta ese momento nunca había existido, pero con centro en la ciudad de Buenos Aires. Los recursos con que contaba el Estado nacional presidido por Mitre, eran en su mayor parte los impuestos recaudados por la aduana de Buenos Aires, ahora federalizada. En 1866 los bienes exportados pagaban una retención del 10%, que producía una recaudación de 3.700.000 pesos, equivalente a poco más de un tercio de los ingresos totales.
Al promediar la presidencia de Mitre, resultó evidente que la eliminación de los impuestos a las exportaciones establecida en la Constitución a partir del 31 de diciembre de 1866, produciría un colapso presupuestario del gobierno nacional, agravado por el hecho de que Mitre había metido a la Argentina en la sangrienta y cuestionada Guerra de la Triple Alianza contra el Paraguay.
La restitución de los impuestos a las exportaciones encontraba sus mayores opositores en la provincia de Buenos Aires y en menor medida en las provincias de Entre Ríos y Santa Fe, las mayores exportadoras de carne, lana y cueros -principales productos de exportación por aquel entonces- y afectaba directamente entre seis y ocho mil productores rurales, entre ellos los grandes terratenientes ganaderos.

## Antecedentes histórico-jurídicos
La Constitución de 1853 había tomado como modelo la Constitución de los Estados Unidos de 1787, en muchos aspectos copiándola textualmente. Estados Unidos había organizado una república federal, régimen de gobierno completamente inusual en aquella época, dominada por sistemas unitarios monárquicos. Para resolver la cuestión clave del tesoro o hacienda pública, es decir los ingresos estatales en una república federal, la Constitución estadounidense estableció que los impuestos a las importaciones (aranceles) pertenecían al gobierno federal, mientras que los impuestos a las exportaciones (retenciones) pertenecían a los estados autónomos, equivalente a las provincias argentinas.
Pero los constituyentes de 1853 se apartaron en este punto de la Constitución de EE. UU. y establecieron que los ingresos del gobierno federal estaría constituido tanto por los impuestos a las importaciones, como los impuestos a las exportaciones, junto a otros ingresos de menor importancia (arts. 4 y 64, inciso 1).
La cuestión era de máxima importancia, porque a diferencia de Estados Unidos, donde todos los estados tenían salida al mar, en Argentina apenas cuatro provincias tenían salida al mar (Buenos Aires, Entre Ríos, Corrientes y Santa Fe), siendo además el puerto y la aduana de Buenos Aires la que monopolizaba la casi totalidad de las exportaciones e importaciones. Por eso las guerras civiles (1820-1868) habían tenido como cuestión central la federalización de Buenos Aires y la distribución nacional de los ingresos de la aduana porteña.
Por esa razón la provincia de Buenos Aires no aceptó la Constitución de 1853 y se separó de las trece provincias que habían formado la Confederación Argentina, para formar un Estado independiente. La Guerra entre la Confederación y el Estado de Buenos Aires (1852-1862) volvió a unir a las catorce provincias en un solo estado-nación, con la condición de que se reformara la Constitución de 1853.
Para ello se realizó la reforma constitucional de 1860. Inicialmente la provincia de Buenos Aires intentó establecer el sistema impositivo estadounidense, dejando los impuestos a las importaciones al tesoro federal y los impuestos a las exportaciones a los tesoros provinciales. Pero las demás provincias resistieron esa reforma, llegando a un acuerdo intermedio por el que se prohibía tanto al Estado federal como a las provincias establecer impuestos a las exportaciones a partir del 1 de enero de 1867. De este modo tanto la Nación como las provincias perdían una fuente decisiva de ingresos, resultando beneficiados los grandes ganaderos bonaerenses.

## Proceso previo

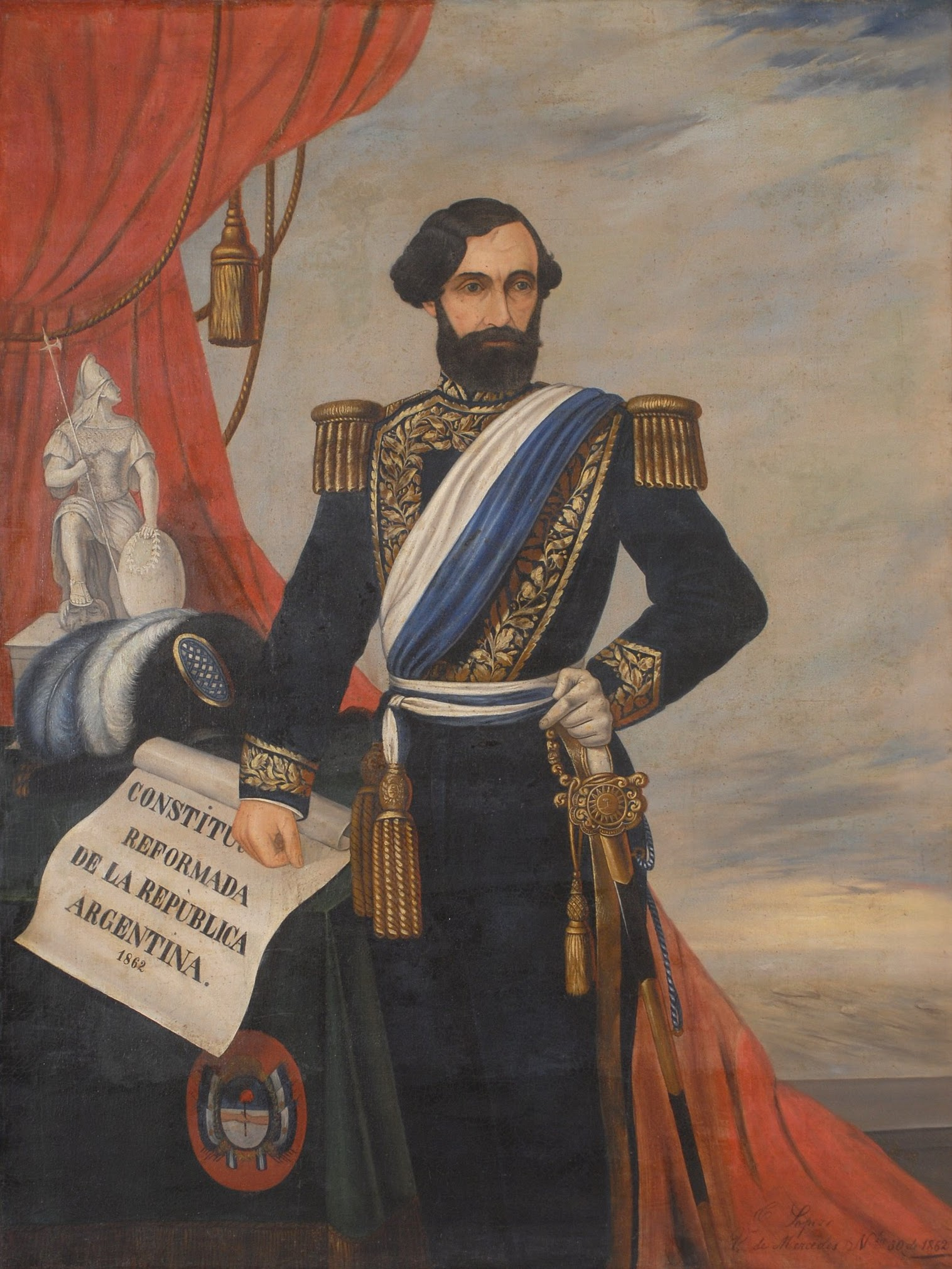
Bartolomé Mitre, ya consolidado como presidente de la Nación, promovió la reforma de la Constitución en 1866 para reponer los impuestos de las exportaciones (retenciones), que se convertirían en adelante en uno de los pilares económicos del Estado nacional argentino.

El sistema argentino para reformar la Constitución, total o parcialmente, establece un proceso previo en el cual cada cámara del Congreso, por una mayoría calificada de dos terceras partes de sus miembros, debe declarar la necesidad de reformar la Constitución (art. 30 CN).

### Media sanción del Senado
La propuesta de reformar la Constitución partió del presidente Bartolomé Mitre, cuyo ministro del Interior Guillermo Rawson fue quien propuso en 1865, en la Cámara de Senadores iniciar el proceso de reforma constitucional.
El 26 de septiembre de 1865 el entonces senador nacional Valentín Alsina presentó un proyecto de ley para declarar la necesidad de reformar la Constitución en tres puntos:
- en materia de impuestos, restableciendo los impuestos a la exportación, llamados también retenciones, que habían sido abolidos por la reforma constitucional de 1860 (arts. 4 y 67,inciso 1);
- la responsabilidad de los ministros por los decretos que legaliza, para precisar si el Poder Ejecutivo es un órgano unipersonal integrado solamente por el presidente, o un órgano colegiado que incluye a los ministros (arts. 74, 86 y 88);
- la competencia del Poder Judicial de la Nación para entender en causas entre vecinos de distintas provincias (art. 100).[8]

Alsina fundó su propuesta de restablecer los impuestos a las exportaciones en el hecho de que los mismos aportaban la tercera parte del presupuesto nacional y no había otra actividad económica que pudiera ser gravada en una magnitud similar. De no reformarse la Constitución, decía Alsina en aquella oportunidad, habría que reducir severamente el presupuesto a partir del año siguiente:

Es preciso que el Congreso y el Gobierno a una, se propongan disminuir los gastos en la proporción de la disminución que va a sufrir el ingreso; y concibo que esto, además de imposible, es nocivo en alto grado. Creo que en el camino que lleva hoy la Nación, los gastos, en adelante lejos de disminuirse habrán de aumentar; porque debemos continuar en el sistema de dar impulso a la industria, al comercio, a todos los ramos, pues así nos lo ordena la Constitución; y todos sabemos que nada se hace sin dinero. Habrá pues que empezar por disminuir notablemente los sueldos todos, y por parar subvenciones y multitud de obras públicas, que ya se han votado y las que se votarán en el año 66. A mi ver sería un desquicio completo que, si no importaría la ruina, cuanto menos el descrédito de la Nación.
Valentín Alsina

El proyecto debía tratarse con urgencia, porque el 30 de septiembre finalizaba el período de sesiones ordinarias de Congreso. Ese mismo día el proyecto pasó a la Comisión de Negocios Constitucionales que emitió dictamen de mayoría el 29 de septiembre, aceptando la necesidad de la reforma constitucional, pero solo "con el objeto de reformar la Constitución en el inciso 1 del artículo 67, en la parte que limita la facultad de imponer derechos de exportación". Por su parte V. Alsina insistió en la necesidad de reformar los tres temas propuestos en el proyecto original.
El senador Tadeo Rojo fundó la propuesta de reforma constitucional en términos semejantes a los que exhibiera V. Alsina, agregando también las necesidades económicas que resultaban de la Guerra del Paraguay, que Alsina no había mencionado:

Si se suprime este derecho, señor presidente, desde luego que sabemos que va a quedar un déficit de consideración, respecto al cálculo de los gastos ordinarios, sino mucho más todavía por los gastos extraordinarios de la guerra en que se encuentra comprometido el país y que nadie puede calcular a cuánto ascenderán.
Tadeo Rojo

Ese mismo día el proyecto de ley declarando la necesidad de la reforma constitucional fue tratado sobre tablas y aprobado por el Senado con 18 votos a favor, contra 1 en contra. La Cámara de Diputados se encontraba en ese momento en sesiones, esperando para tratar el proyecto. La Cámara de Senadores se integraba en ese momento con dos senadores en representación de cada una de las catorce provincias que integraban la república, según lo establecido en el artículo 46 de la Constitución Nacional vigente.
Una vez aprobado en general el proyecto redactado por la Comisión, se abrió la discusión en particular. En el debate surgió la preocupación de los senadores sobre la necesidad de detallar con precisión el objeto de la reforma para evitar que la Convención Constituyente se convierta en colegisladora, proponiendo agregar la expresión "único objeto", así como el artículo 4, donde también se hacía mención de los derechos de exportación y su supresión a partir de 1866. El agregado fue aprobado por el Senado 18 a 1,y así pasó a la Cámara de Diputados.
En la misma sesión el Senado aprobó la ley de convocatoria a elecciones de la Convención Constituyente, como la misma composición que la Cámara de Diputados y a ser realizada en la Ciudad de Santa Fe, luego de que un sector considerable votara a favor de que se realizara en la Ciudad de Buenos Aires.

### Postergación hasta 1866
Inmediatamente, ambos proyectos con media sanción pasaron a la Cámara de Diputados que permanecía reunida a la espera de los mismos, al solo efecto de darles entrada y presionar al Poder Ejecutivo para que esa misma noche dictara el decreto convocando a sesiones extraordinarias, con inclusión del tema de la reforma constitucional.
El Poder Ejecutivo inicialmente incluyó el tema en la convocatoria a sesiones extraordinarias, pero a los pocos días lo retiró debido a que peligraba la posibilidad de alcanzar la mayoría necesaria, en parte porque varios diputados que estaban a favor habían vuelto a sus provincias, prefiriendo pasar su tratamiento al período de sesiones ordinarias del año siguiente.
La Cámara se reunió el 11 de octubre para tratar la comunicación del Poder Ejecutivo comunicándole que había retirado de la convocatoria a sesiones extraordinarias el tema de la reforma constitucional. La Comisión de Negocios Constitucionales recomendó aceptar la comunicación del Poder Ejecutivo y así lo hizo la Cámara por mayoría, pese a la opinión contraria del diputado Martín Ruiz Moreno, quien sostuvo que el Poder Ejecutivo no tenía la facultad de cerrar una sesión extraordinaria luego de abrirla.

### Media sanción de Diputados en 1866

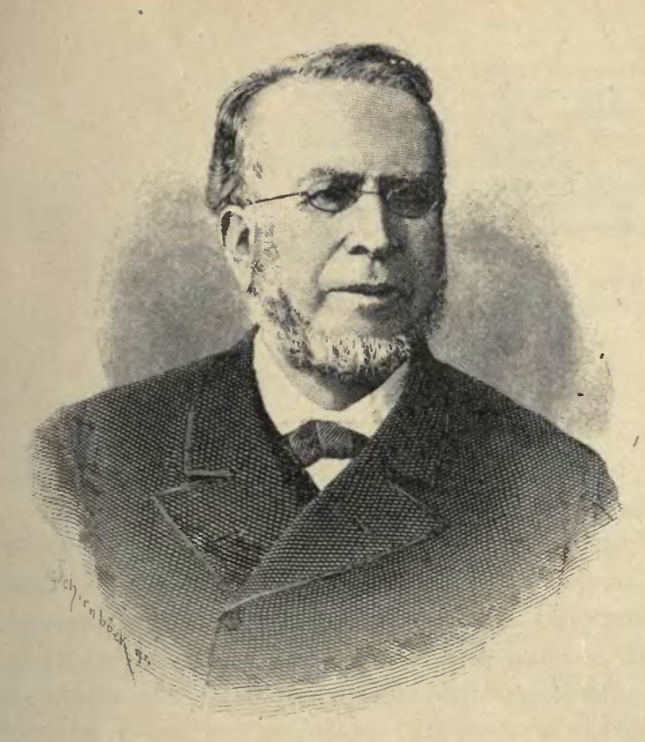
Guillermo Rawson, ministro del Interior de Bartolomé Mitre, uno de los principales inspiradores de la reforma constitucional de 1866.

El 21 de mayo de 1866, ya iniciado el período ordinario de sesiones, la Cámara de Diputados comenzó a tratar la media sanción de la ley declarando la necesidad de la reforma constitucional, que el Senado había aprobado el año anterior.
José María Zuviría, de Salta,  fue el miembro informante de la Comisión quien propuso aprobar el proyecto tal como venía del Senado. Zuviría volvió a argumentar que sin impuestos a la exportación el presupuesto del Estado caería en un tercio y destacó que se trataba de un gravamen que afectaba proporcionalmente más a "la parte más rica de la población", antes que sobre "las clases más menesterosas".
El diputado Marcelino Ugarte (padre), de Buenos Aires, sostuvo la postura contraria, sosteniendo que se trataba de "reformar la reforma" de 1860 que había dispuesto la eliminación de este impuesto. Ugarte había sido en 1860, uno de los miembros de la Convención Provincial Revisora de la Constitución de 1853, y había mantenido una postura opuesta a la que mantenía ahora. Ugarte sostuvo que la facultad de imponer derechos a la exportación correspondían a partir de 1866 a las provincias y que si la Nación se apropiaba de los mismos, las rentas públicas quedarían centralizadas en el Estado nacional y las provincias deberían depender de los subsidios del Tesoro nacional, anulando de hecho las autonomías provinciales, reclamándole al Estado nacional reducir sus gastos, pronosticando la ruina del país en caso de que se realizara la reforma.
Al discutirse en particular el proyecto, Ugarte propuso también eliminar de la competencia de los tribunales nacionales las causas judiciales entre vecinos de diferentes provincias (art. 100), retomando el proyecto inicial de Valentín Alsina, pero la propuesta no sería aceptada.
Ugarte también señaló dos defectos técnicos del proyecto cuyo texto decía "Convóquese a una Convención Nacional con el único objeto de reformar la Constitución...". Sostuvo que la ley debía contener primero la declaración de la necesidad de la reforma, y luego la indicación de los artículos y puntos a reformar, con una redacción disyuntiva que no indicara que la única opción de la Convención Constituyente era proceder a la reforma, sino que supusiera también la facultad de no reformar el texto constitucional. Esta crítica sería apoyada solo parcialmente por la Cámara, en la ley de convocatoria a elecciones de convencionales constituyentes, pero en adelante constituiría el modelo básico de todas las leyes que abrieron el proceso de reforma constitucional.
En el debate intervino también el entonces ministro de Hacienda, Lucas González, quien argumentó extensamente en defensa de la reforma, remontándose a las razones que llevaron a eliminar el impuesto a las exportaciones como recurso nacional, en la reforma constitucional de 1860. Para González la reforma fue errónea, porque la provincia de Buenos Aires buscaba preservar el mismo presupuesto que tenía en 1859, cuando era el Estado de Buenos Aires, sin tener en cuenta que una gran cantidad de esos gastos fueron asumidos a la Nación al producirse la unificación. Por otra parte, según González, el texto constitucional de 1860 fue incongruente, porque dispuso la reducción de los ingresos del Estado Nacional a partir de 1866, pero sin reducir en la misma medida las obligaciones encomendadas. Pero además la reforma de 1860, tampoco permitió que Buenos Aires pudiera recaudar los impuestos a las exportaciones, que era la razón de ser de la propuesta: "De modo que la reforma tal como ha pasado en la Convención de Santa Fe, no llena ninguno de los dos objetivos que se tuvieron en vista". El ministro propuso resolver la cuestión, preservando los impuestos a la exportación y simultáneamente nacionalizando gran parte de la deuda de la provincia de Buenos Aires, que había sido contraída para gastos de naturaleza nacional, como la Guerra del Brasil y las guerras civiles.
En el debate intervino también el ministro del Interior Guillermo Rawson, quien se autocalificó como "uno de los patronos de la idea de reformar la Constitución". Rawson recurrió a la tradición argentina para justificar los impuestos a las exportaciones "desde tiempo inmemorial", no solo por la coyuntura de la guerra, sino por la naturaleza misma de las funciones del Estado:

Las necesidades de un pueblo son inconmensurables; no puede asignársele límite racional ni predecirse que cesarán mañana las que lo acosan hoy; por consiguiente los medios de satisfacerlas deben ser estrictamente proporcionados a su fin, es decir, inconmensurable también. El gobierno debe poseer la facultad de levantar del pueblo que lo ha constituido, todos los recursos indispensables para hacer frente a las necesidades de ese mismo pueblo.
Guillermo Rawson

Al igual que Zuviría, Rawson también vinculó los principios de igualdad y progresividad en el impuesto:

Un impuesto que pesa de la misma manera y con igual medida sobre el pobre como sobre el rico será en todo tiempo un impuesto inicuo con las pretensiones de la igualdad.
Guillermo Rawson

Rawson asimiló la postura de quienes se oponían a los impuestos a las exportaciones, al estado de Carolina del Sur, en Estados Unidos, cuya estructura económica esclavista y exportadora de algodón calificó de "industria fácil" y "egoísta", consideró que la eliminación a partir de 1866 realizada por la reforma constitucional de 1860 se debió a la "inexperiencia de los convencionales", y fundó la legitimidad del impuesto en "el servicio que la sociedad presta en garantía de la propiedad y de la industria privada":

Los productos exportados de una nación deben a esta la protección que les presta desde que su punto de partida hasta los mercados donde van a consumirse. Las relaciones exteriores que mantienen los pueblos, los ministros diplomáticos, los agentes acreditados y pagados por la Nación, la marina de guerra que recorre los mares y visita los puertos extranjeros, todo ese mecanismo administrativo tienen como objeto amparar la propiedad nacional y custodiarla, por decirlo así, hasta sus mercados... [Si no pagaran una contribución proporcionada al servicio que reciben] habría una injusticia evidente.
Guillermo Rawson

El ministro continuó sosteniendo el principio de que el impuesto, cuando se trata de pueblos libres, no solo no deprime la actividad económica, sino que "desenvuelve su riqueza", señalando que las naciones más prósperas -poniendo como ejemplo puntual a Inglaterra-, también son aquellas en las que más impuestos se cobran, "en contraposición con otras naciones donde la extremada moderación de los impuestos ni aumenta la riqueza ni levanta el espíritu público".
En el debate en Diputados también habló defendiendo la reforma el ministro de Relaciones Exteriores de Nitre, Rufino de Elizalde, quien había el autor de la reforma de 1860 que eliminó los impuestos a las exportaciones, que ahora se quería dejar sin efecto. De Elizalde declaró en esa ocasión que había cometido un error cuando propuso en 1860 la eliminación de los derechos de exportación y que, como la deuda de la provincia de Buenos Aires había sido cancelada casi totalmente, "no queda ninguna de las razones que motivaron esta reforma, y por consiguiente debe concluir", porque de lo contrario "la República queda impotente para defenderse, queda impotente para propender al progreso del país". El ministro informó que el presupuesto nacional en ese momento era de poco más de 8 millones de pesos, de los cuales 3 millones eran para pagar los intereses de la deuda, 2 millones en salarios estatales y un millón y medio para contratos. Finalmente propuso que la Constitución facultara conjuntamente a la Nación y a las provincias para establecer impuestos aduaneros.
Una vez aprobado el proyecto en general, durante el debate en particular, el diputado jujeño Daniel Aráoz propuso ampliar la reforma constitucional, incluyendo en el artículo 4 de la Constitución, la frase "la manera de imponer las demás contribuciones", con el fin de que se aplicara a todos los impuestos las reglas de equidad y proporcionalidad a la población de cada provincia, que ya estaba establecida genéricamente en dicho artículo para "las demás contribuciones".

#### Dos terceras partes de los miembros
Luego de dos días de debates la Cámara de Diputados aprobó el proyecto declarando la necesidad de reforma constitucional, por 25 votos a favor, contra 3 en contra, sobre un total de 50 miembros, según la composición establecida en el artículo 38 de la Constitución.
La Cámara de Diputados hizo un cambio de consideración al proyecto aprobado en el Senado agregando a propuesta del diputado Aráoz, que la reforma debía incluir en el artículo 4 de la Constitución, la frase "la manera de imponer las demás contribuciones", con el fin de que se aplicara a todos los impuestos la regla del artículo 4 de la Constitución, en el sentido que debían ser equitativos y proporcionales a la población de cada provincia.
En esa ocasión, el requisito del voto favorable de dos tercios de los miembros de cada cámara establecido en el art. 30 de la Constitución, no fue computado sobre los miembros totales de cada cámara establecidos legalmente (50 miembros la Cámara de Diputados y 28 miembros la Cámara de Senadores), sin que hubiera discusión alguna al respecto. En ocasión de la Reforma constitucional de 1949, la Unión Cívica Radical adoptaría la interpretación contraria y sostendría que el texto constitucional resultante fue ilegítimo por no computar la mayoría de dos tercios sobre el total de miembros de cada cámara.
Una vez aprobado el proyecto de ley de necesidad de la reforma con modificaciones, la Cámara de Diputados modificó el proyecto de ley complementaria sobre la elección y funcionamiento de la Convención Constituyente, porque había quedado desactualizado, disponiendo que se realizara en la ciudad de Santa Fe el día 15 de septiembre de 1866, con la intención de que rápidamente aprobara la reforma y diera tiempo al Congreso Nacional para aprobar el presupuesto del año 1867, antes del vencimiento del plazo ordinario de sesiones, el 30 de septiembre. Sin embargo el 30 de octubre, el bloque oficialista reabrió el debate sobre el proyecto de ley aprobado dos días antes, para aprobar un nuevo proyecto incluyendo dos fechas importantes que se habían olvidado en el cronograma electoral, con protesta de la minoría opositora por la irregularidad reglamentaria.
Los tres proyectos (necesidad de la reforma, Convención Constituyente y corrección del cronograma electoral) volvieron a la Cámara de Senadores, para que tratara los cambios respecto del proyecto original aprobado en el Senado el año anterior.

### Vuelta al Senado
La Cámara de Diputados envió al Senado tres proyectos con media sanción: 
- a) la declaración de la necesidad de la reforma constitucional, agregando al proyecto aprobado por el Senado restituyendo los impuestos a las exportaciones, la frase "y en la manera de imponer las demás contribuciones", abriendo la reforma a todo el sistema impositivo;
- b) la reglamentación y cronograma de las elecciones y conformación de la Convención Constituyente;
- c) un agregado al cronograma anterior que había sido olvidado.

Al recibir los tres proyectos, los senadores comenzaron a debatir los mismos el 9 de junio de 1866, analizando si se trataba del mismo proyecto iniciado por el Senado en 1865, o un proyecto nuevo iniciado por la Cámara de Diputados en 1866. La diferencia era sustancial, porque en el primer caso el Senado no podía introducir nuevas modificaciones, debiendo limitarse a convalidar la redacción definida en Diputados, o rechazar la misma para insistir en la redacción original dada por el Senado. En cualquier caso debía proceder con los votos de las dos terceras partes de los miembros.
El senador tucumano Uladislao Frías presentó el dictamen de la Comisión de Negocios Constitucionales, recomendando rechazar la modificación propuesta por Diputados por ser demasiado genérica e insistir en la redacción original del Senado. La voz opositora la tuvo el senador sanjuanino Tadeo Rojo, quien apoyado en la postura de Marcelino Ugarte en Diputados, sostuvo que si la Nación concentraba tanto los impuestos a importación, como los impuestos a la exportación, se formaría un nuevo tipo de unitarismo en cabeza del Estado nacional. Valentín Alsina, iniciador del proyecto, también intervino en el debate para justificar el breve lapso de tiempo con la reforma anterior. El mismo 9 de junio se aprobó la ley declarando la necesidad de reforma, por 17 votos a favor, 3 en contra y 8 ausentes, que representaron un 60% (menos de dos terceras partes) de votos a favor sobre los miembros totales.
Con respecto a los dos proyectos con media sanción referidos a la convocatoria a la Convención Constituyente, el Senado se consideró a sí mismo como cámara revisora, los unificó y modificó en algunos aspectos, razón por la cual debió volver a la Cámara de Diputados.

### Vuelta a Diputados del proyecto reglamentario de la Convención
El 13 de junio la Cámara de Diputados trató el proyecto de convocatoria a la Convención Constituyente enviado por el Senado. Desde la oposición, Marcelino Ugarte intentó cuestionar la constitucionalidad del proyecto, debido a que el Senado se consideró como cámara revisora de un proyecto que, a su entender, había iniciado, pero luego de un breve debate la ley fue aprobada por 25 votos a favor y 4 en contra.

## Las leyes de convocatoria
La Ley de Necesidad de la Reforma fue promulgada por el Poder Ejecutivo el 9 de junio de 1866, con el número 171. Fue sancionada sin alcanzar en ninguna de las dos cámaras el voto favorables de dos tercios de los miembros totales, aspecto importante en la historia del constitucionalismo argentino, debido a que a partir de 1949 se produjo un debate de gran importancia política, para establecer si el artículo 30 de la Constitución Nacional exige que los dos tercios de votos favorables se computen sobre los miembros totales o presentes de cada cámara.

## Elecciones
Las elecciones de convencionales constituyentes se realizaron simultáneamente el 22 de julio de 1866. Políticamente, la reforma fue impulsada por el presidente Bartolomé Mitre y fue resistida en nombre del federalismo por Justo José de Urquiza, desde la provincia de Entre Ríos, que cuatro años después sería asesinado.
La elección más importante se realizó en la provincia de Buenos Aires, donde se elegían 12 de los 50 convencionales, el 24% de la Convención. Allí el mitrismo sufrió una seria derrota, a manos del Partido Autonomista, que se oponía a la reforma y que concurrió liderado por Marcelino Ugarte, Carlos Tejedor y José Mármol. Mitre buscó compensar esa diferencia de fuerzas, en una convención que se mostraba muy pareja, con el apoyo de la mayoría de las provincias no exportadoras, una alianza con la provincia de Santa Fe liderada por Nicasio Oroño que aunque era exportadora asumió una postura reformista y sobre todo logrando que los cuatro convencionales de Corrientes, opuestos a la reforma, no asistieran a la Convención. De haber asistido Corrientes, la reforma hubiera sido rechazada.
Los resultados en la Provincia de Buenos Aires fueron los siguientes:
| Candidato                   | Votos |
| --------------------------- | ----- |
| Emilio Agrelo               | 7.519 |
| José Mármol                 | 6.780 |
| Miguel Esteves Saguí        | 6.780 |
| Ezequiel Pereyra            | 6.486 |
| Antonio C. Obligado         | 6.486 |
| Luis L. Domínguez           | 6.234 |
| Juan José Montes de Oca (h) | 5.959 |
| Carlos Tejedor              | 5.259 |
| Pedro Agote                 | 4.888 |
| Marcelino Ugarte            | 4.588 |
| Domingo Pica                | 4.557 |
| Ventura Martínez            | 4.557 |
| Mariano Acosta              | 2.966 |
| Juan Bautista Peña          | 2.090 |
| Francisco Balbín            | 2.090 |
| Ramón Muñoz                 | 2.090 |
| Dalmacio Vélez Sársfield    | 2.090 |
| Eduardo Olivera             | 1.768 |
| José María Moreno           | 1.544 |
| José María Cantilo          | 1.544 |
| Joaquín Cazón               | 1.492 |
| Mariano Saavedra            | 1.369 |
| Manuel Quintana             | 1.227 |
| Ángel Medina                | 1.227 |
| Martín Campos               | 1.227 |
| Manuel Aráuz                | 1.227 |
| Pastor Obligado             | 1.056 |
| Carlos Saavedra             | 158   |

## La Convención

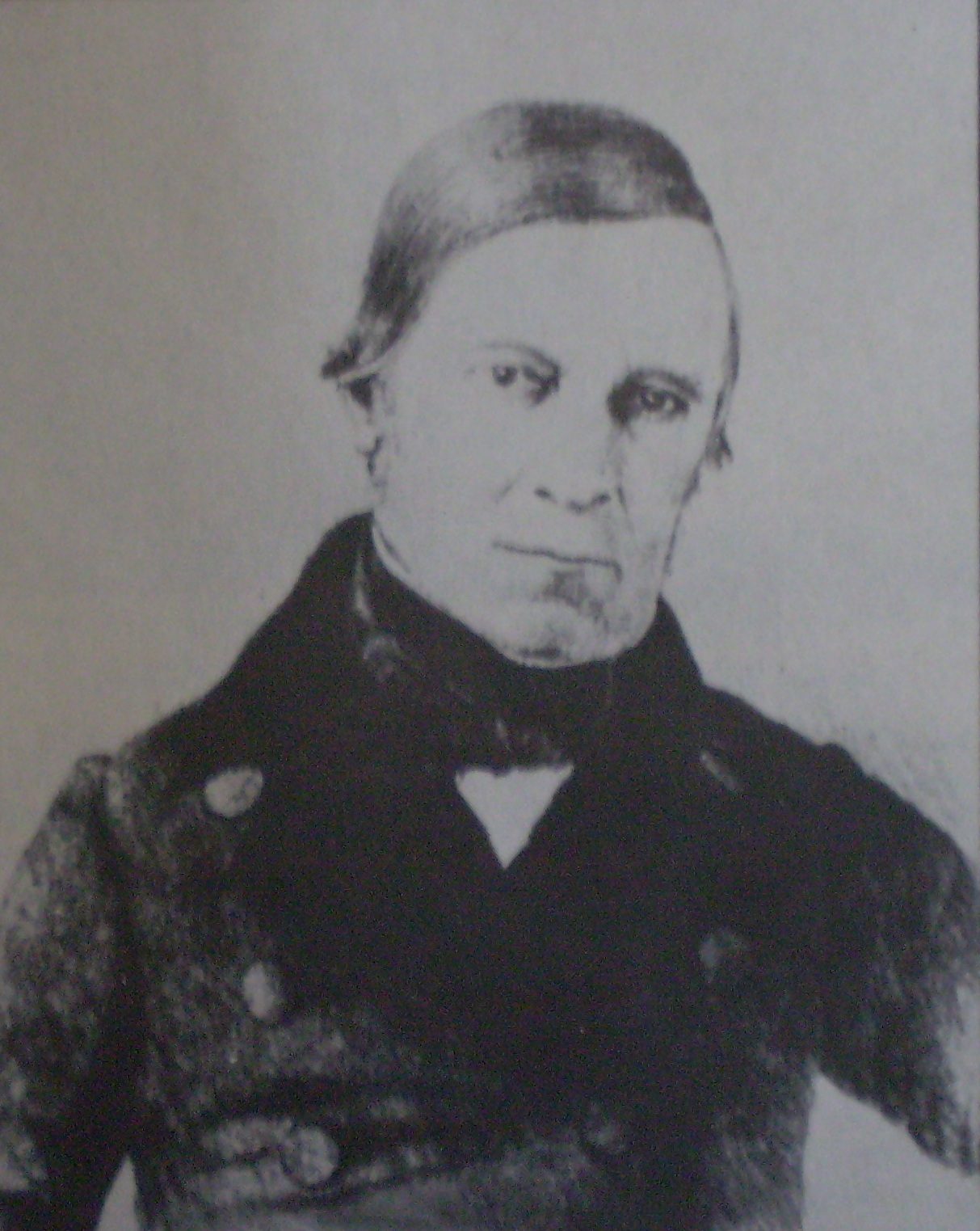
El cordobés Mariano Fragueiro fue elegido presidente de la Convención Constituyente de 1866.

La Convención Constituyente careció de taquígrafo, razón por la cual no quedaron registros oficiales de los debates. Adicionalmente las actas de la Convención se perdieron. Las únicas constancias directas son las que recogieron los periódicos de la época. El presidente de la Convención fue Mariano Fragueiro de Córdoba y los secretarios fueron Juan José Montes de Oca de Buenos Aires y Juan A. Barbeito de San Luis.
La Convención fue integrada de la misma forma y cantidad que la Cámara de Diputados, con 50 convencionales, de los cuales solo 42 se hicieron presentes en la Convención, debido a la decisión de no asistir de la totalidad de los convencionales por Corrientes (4), Catamarca (3), y uno de Santiago del Estero.
La Convención se reunió solo tres días, a partir del 1 de septiembre, de los cuales solo el último día estuvo dedicado a la discusión y votación.
Los principales convencionales a favor de la reforma fueron Mariano Fragueiro de Córdoba y Daniel Aráoz de Jujuy, que fue el miembro informante de esa postura en la Comisión dictaminadora. Los opositores a la reforma se concentraron entre los convencionales de Buenos Aires y Entre Ríos, destacándose Emilio A. Agrelo y Martín Ruiz Moreno, que debido a su condición de minoría llevaron como proyecto alternativo, prorrogar los impuestos a la exportación por tres o cuatro años, con el fin de pagar las deudas de la guerra y sanear las cuentas nacionales.
Al momento de votar la diferencia a favor de la reforma fue mínima, con 22 votos a favor y 19 votos en contra. Los doce representantes de la provincia de Buenos Aires votaron en contra, con el apoyo de Entre Ríos, la mitad de los convencionales de Córdoba, uno de Salta y uno de Tucumán. La victoria reformista fue posible por la decisión de no asistir de Corrientes, cuyos cuatro representantes estaban contra la reforma. Mariano Fragueiro no votó debido a su condición de presidente de la Convención, reservándose la facultad para desempatar.
| Provincia           | Convencional                  | POS                  | NEG                  |   |
| ------------------- | ----------------------------- | -------------------- | -------------------- | - |
| Buenos Aires        | Carlos Tejedor                |                      | X                    |   |
| Buenos Aires        | Miguel Esteves Saguí          |                      | X                    |   |
| Buenos Aires        | Marcelino Ugarte              |                      | X                    |   |
| Buenos Aires        | Emilio A. Agrelo              |                      | X                    |   |
| Buenos Aires        | Domingo Pica                  |                      | X                    |   |
| Buenos Aires        | Ezequiel Pereyra              |                      | X                    |   |
| Buenos Aires        | Antonio Cruz Obligado         |                      | X                    |   |
| Buenos Aires        | Juan José Montes de Oca (h)   |                      | X                    |   |
| Buenos Aires        | José Mármol                   |                      | X                    |   |
| Buenos Aires        | align=left                    | Luis L. Domínguez    |                      | X |
| Buenos Aires        | Pedro Agote                   |                      | X                    |   |
| Buenos Aires        | Ventura Martínez              |                      | X                    |   |
| Catamarca           |                               | Ausente              | Ausente              |   |
| Catamarca           | Ausente                       |                      |                      |   |
| Catamarca           | Ausente                       |                      |                      |   |
| Córdoba             | Mariano Fragueiro             | No votó (presidente) | No votó (presidente) |   |
| Córdoba             | Cleto del Campillo            | X                    |                      |   |
| Córdoba             | Félix de la Peña              | X                    |                      |   |
| Córdoba             | Jerónimo Cortés Funes         |                      | X                    |   |
| Córdoba             | Tristán Bustos                |                      | X                    |   |
| Córdoba             | José Severo de Olmos          |                      | X                    |   |
| Corrientes          |                               | Ausente              | Ausente              |   |
| Corrientes          | Ausente                       |                      |                      |   |
| Corrientes          | Ausente                       |                      |                      |   |
| Corrientes          | Ausente                       |                      |                      |   |
| Entre Ríos          | Manuel Lucero                 |                      | X                    |   |
| Entre Ríos          | Martín Ruiz Moreno            |                      | X                    |   |
| Jujuy               | Daniel Aráoz                  | X                    |                      |   |
| Jujuy               | Plácido Sánchez de Bustamante | X                    |                      |   |
| La Rioja            | Serafín de la Vega            | X                    |                      |   |
| La Rioja            | Nicolás Carrizo               | X                    |                      |   |
| Mendoza             | Nicolás Villanueva            | X                    |                      |   |
| Mendoza             | Saturnino de la Reta          | X                    |                      |   |
| Mendoza             | Adriano Gómez                 | X                    |                      |   |
| Salta               | Juan Solá                     |                      | X                    |   |
| Salta               | Isidro López                  | X                    |                      |   |
| Salta               | Delfín B. Huergo              | X                    |                      |   |
| San Juan            | Valentín Videla Lima          | X                    |                      |   |
| San Juan            | Francisco Coll                | X                    |                      |   |
| San Luis            | Cristóbal Pereira             | X                    |                      |   |
| San Luis            | Juan Barbeito                 | X                    |                      |   |
| Santa Fe            | Luciano Torrent               | X                    |                      |   |
| Santa Fe            | Mariano Cabal                 | X                    |                      |   |
| Santiago del Estero | Emiliano Frías                | X                    |                      |   |
| Santiago del Estero | José M. Soler                 | X                    |                      |   |
| Santiago del Estero | Fenelón Lezama                | X                    |                      |   |
| Santiago del Estero | Ausente                       |                      |                      |   |
| Tucumán             | Filemón Posse                 |                      | X                    |   |
| Tucumán             | Tiburcio Padilla              | X                    |                      |   |
| Tucumán             | Crisóstomo Méndez             | X                    |                      |   |
| Total               | Total                         | 22                   | 19                   |   |
| Fuente: Ravignani   |                               |                      |                      |   |

## Las reformas
La reforma se limitó a modificar dos artículos, borrando las referencias al plazo de vigencia de los impuestos a las exportaciones (retenciones), con el único fin de facultar al Congreso Nacional a restablecer esa fuente de ingresos:
- Artículo 4.- El Gobierno federal provee a los gastos de la Nación con los fondos del Tesoro nacional, formado del producto de derechos de importación y exportación hasta 1866 con arreglo a lo estatuido en el inciso 1° del artículo 67, de la venta o locación de tierras de propiedad nacional, de la renta de correos, de las demás contribuciones que equitativa y proporcionalmente a la población imponga el Congreso General, y de los empréstitos y operaciones de crédito que decrete el mismo Congreso para urgencia de la Nación, o para empresas de utilidad nacional.

- Artículo 67.- Corresponde al Congreso: 1) Legislar sobre las aduanas exteriores y establecer los derechos de importación, los cuales, así como las avaluaciones sobre que recaigan, serán uniformes en toda la Nación; bien entendido, que ésta, así como las demás contribuciones nacionales, podrán ser satisfechas en la moneda que fuese corriente en las Provincias respectivas, por su justo equivalente. Establecer igualmente los derechos de exportación hasta 1866, en cuya fecha cesarán como impuesto Nacional, no pudiendo serlo provincial;.